# 壮烈カイバー銃隊
『壮烈カイバー銃隊』（そうれつカイバーじゅうたい、King of the Khyber Rifles）は、1953年に公開された映画。監督はヘンリー・キング。出演者はタイロン・パワーなど。インド大反乱が題材のタルボット・マンディの小説を原作としている。20世紀フォックスによるシネマスコープの第4回作品。

## キャスト
※括弧内は日本語吹替（初回放送1967年9月10日『日曜洋画劇場』）
- アラン・キング大尉：タイロン・パワー（川辺久造）
- スーザン・メイトランド：テリー・ムーア（渡辺知子）
- J・R・メイトランド守備隊長：マイケル・レニー（池田忠夫）
- ジェフリー・ヒース中尉：ジョン・ジャスティン（近石真介）
- カラム・カーン：ガイ・ロルフ（北山年夫）
- ベン・ベアード中尉：リチャード・ワイラー
- イアン・マカリスター少佐：マーレイ・マシソン

日本語吹替その他：堀勝之祐、緒方敏也

## スタッフ
- 監督：ヘンリー・キング
- 製作：フランク・P・ローゼンバーグ
- 原作：タルボット・マンディ
- 脚本：アイヴァン・ゴッフ、ベン・ロバーツ
- 脚色：ハリー・クライナー
- 撮影：レオン・シャムロイ
- 音楽：バーナード・ハーマン